# 찹쌀밥
찹쌀밥은 찹쌀로 지은 밥이다.

## 지역별 찹쌀밥

### 한국
찹쌀밥, 나미밥(糯米-), 나미반(糯米飯) 등으로 불린다. 씻어서 물에 불린 자포니카 찹쌀을 시루에 쪄서 짓는 밥이다. 멥쌀을 섞어 짓기도 하며, 이때는 밥을 가마솥 등에 짓기도 한다.
- 약밥: 찹쌀을 물에 불려 시루에 찐 다음, 꿀이나 흑설탕, 참기름, 대추, 간장, 밤, 황밤 등을 넣어 다시 시루에 찐 밥이다.
- 오곡밥: 찹쌀에 기장, 찰수수, 검정콩, 붉은팥의 다섯 가지 곡식을 섞어 지은 밥이다. 음력 정월 보름에 지어 먹는다.
- 찰밥: 찹쌀과 팥, 밤, 대추, 검은콩 등을 섞어서 지은 밥이다.
- 혼돈반: 찹쌀에 붉은팥과 밤, 대추, 곶감 등을 넣어서 지은 밥이다.

### 동아시아
일본에서는 찹쌀밥이 시라무시(일본어: 白蒸し)라 불린다.
중화권에서는 찹쌀밥이 눠미판(중국어 간체자: 糯米饭, 정체자: 糯米飯, 병음: nuòmǐfàn), 노마이판(광둥어: 糯米飯, 월병: no6 mai5 faan6) 등으로 불린다.
- 상차우노마이판(生炒糯米飯): 랍메이, 광둥식 찹쌀볶음밥이다.
- 세키한(赤飯): 팥을 넣어 지은 일본식 팥밥·찹쌀밥이다.
- 팔보반(八寶飯): 연밥, 대추 등 여덟 가지 열매를 얼음사탕과 섞어 넣고 지은 중국식 찹쌀밥이다.

### 동남아시아
라오스와 태국에서는 찹쌀밥이 각각 카우 니아우(라오어: ເຂົ້າຫນຽວ)와 카오 니아오(태국어: ข้าวเหนียว)라 불린다. 인디카 찹쌀을 "후앗"이라 불리는 찜기에 쪄서, "띱카우/끄라띱"이라 불리는 대나무 통에 담아 보관하고 먹는다. 이 찹쌀밥이 라오스의 국민 음식 가운데 하나이기도 하다.
베트남에서는 찹쌀밥이 껌 넵(베트남어: cơm nếp)이라 불린다.
인도네시아에서는 찹쌀밥이 나시 풀룻(인도네시아어: nasi pulut)이라 불린다.
- 껌 람: 베트남의 찹쌀 코코넛 대통밥이다.
- 끄랄란: 캄보디아의 찹쌀 코코넛 대통밥이다.
- 르망(lemang): 해양 동남아시아의 찹쌀 코코넛 대통밥·쿠에이다.
- 쏘이(xôi): 베트남식 찹쌀밥 요리이다.
- 카오 니아오 마무앙(ข้าวเหนียวมะม่วง): 태국의 망고 찹쌀밥 요리이다.
- 카오 람/카우 람: 태국과 라오스의 찹쌀 코코넛 대통밥이다.

## 사진

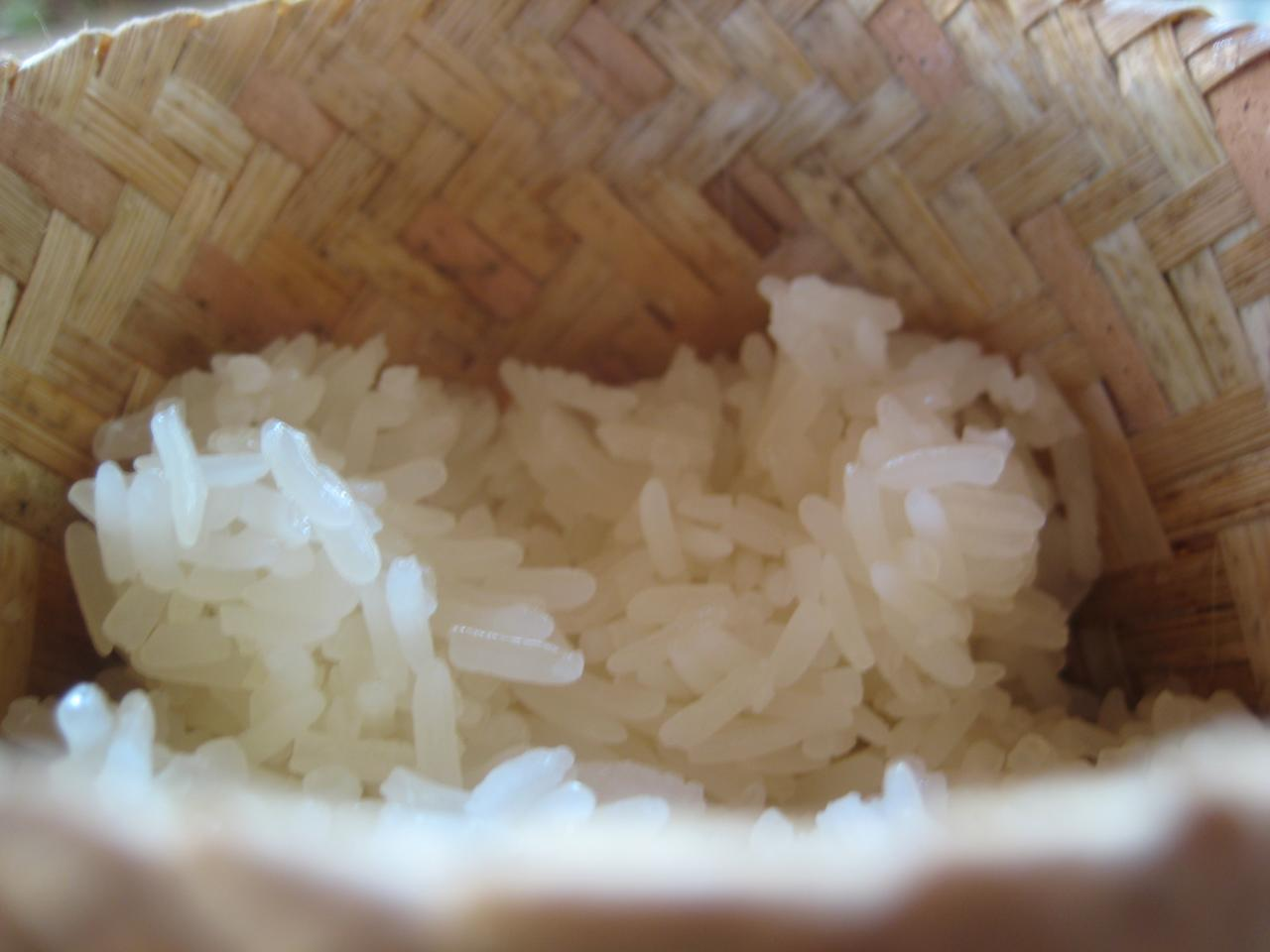
띱카우에 담긴 라오스식 찹쌀밥 "카우 니아우"
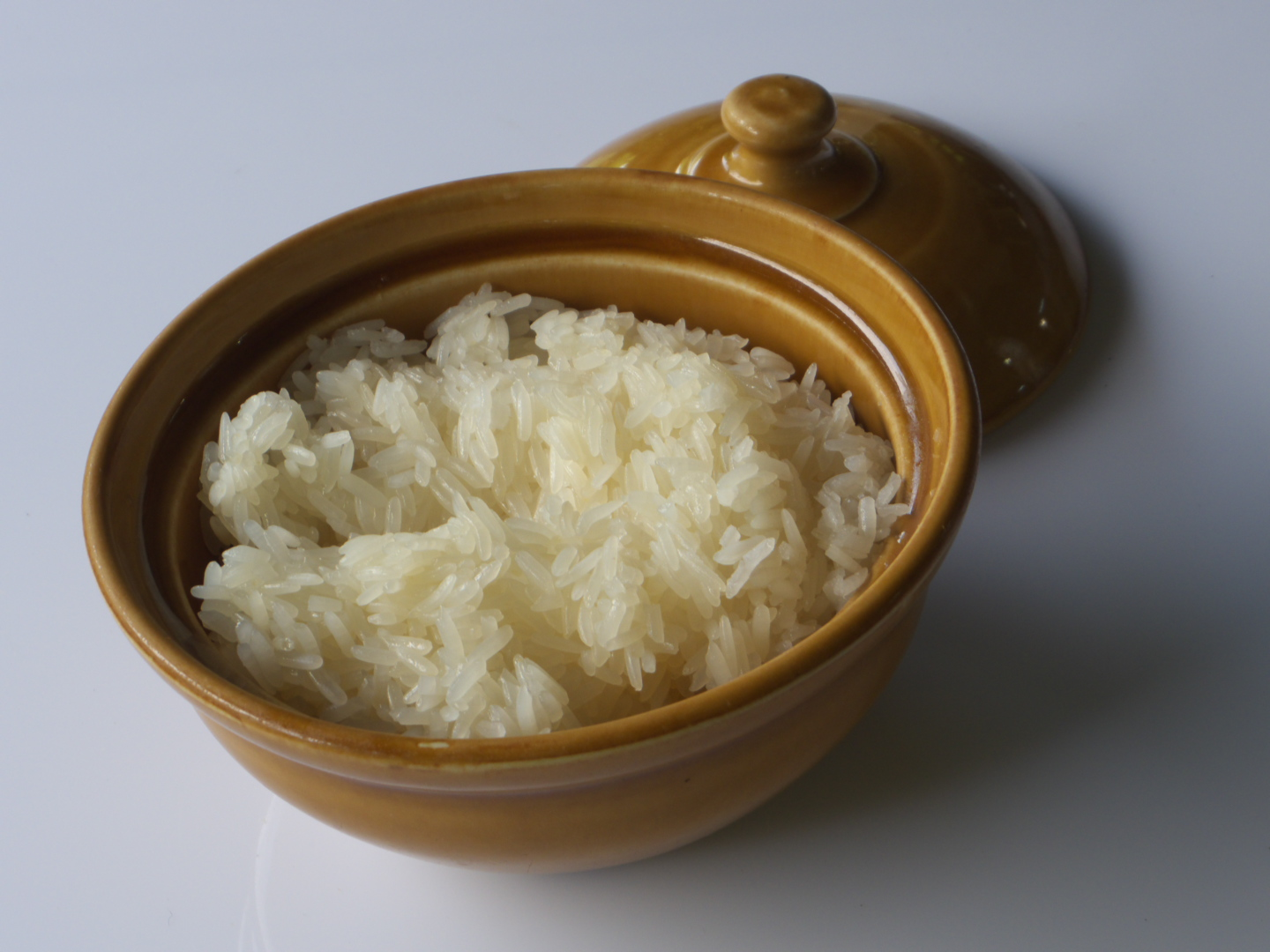
태국식 찹쌀밥 "카오 니아오"

## 같이 보기
- 멥쌀밥
- 지에밥
- 찐밥
- 찹쌀떡
- 코코넛밥